# Garissa
Garissa je grad u pustinjskom području istočne Kenije, sjedište provincije North Eastern i okruga Garissa. Kroz grad protječe rijeka Tana. Lokalno se stanovništvo bavi trgovinom i stočarstvom. Temperature se svakodnevno penju preko 30°C.
Godine 1999. Garissa je imala 50.955 stanovnika.